# Quartier des Quinze-Vingts
Quartier des Quinze-Vingts är Paris 48:e administrativa distrikt, beläget i tolfte arrondissementet. Distriktet är uppkallat efter Hôpital des Quinze-Vingts, ett sjukhus ursprungligen grundat år 1260 av Ludvig IX.
Tolfte arrondissementet består även av distrikten Bel-Air, Picpus och Bercy.

## Sevärdheter
- Saint-Antoine-des-Quinze-Vingts
- Hôpital des Quinze-Vingts och Hôpital Saint-Antoine
- Place de la Bastille med Colonne de Juillet och Opéra Bastille
- Gare de Lyon
- Port de l'Arsenal
- Viaduc des Arts
- Jardin Hector-Malot

## Bilder
| - De fyra administrativa distrikten i Paris tolfte arrondissement. - Saint-Antoine-des-Quinze-Vingts. - Place de la Bastille med Colonne de Juillet. - Gare de Lyon. - Jardin Hector-Malot. |

## Kommunikationer
- Tunnelbana – linjerna    – Gare de Lyon